# Zaluzany
Zaluzany (ucraniano: Залужани) es un seló (pueblo) de Ucrania perteneciente al raión de Sambir en la óblast de Leópolis.

## Geografía
Zaluzhany se encuentra a unos 11 km al este del de la capital distrital Sambir.

## Clima
| Climograma de Zaluzany | Climograma de Zaluzany | Climograma de Zaluzany | Climograma de Zaluzany | Climograma de Zaluzany | Climograma de Zaluzany | Climograma de Zaluzany | Climograma de Zaluzany | Climograma de Zaluzany | Climograma de Zaluzany | Climograma de Zaluzany | Climograma de Zaluzany |
| --- | ---------------------- | ---------------------- | ---------------------- | ---------------------- | ---------------------- | ---------------------- | ---------------------- | ---------------------- | ---------------------- | ---------------------- | ---------------------- |
| E | F                      | M                      | A                      | M                      | J                      | J                      | A                      | S                      | O                      | N                      | D                      |
| 46 -0 -6 | 50 1 -5                | 55 7 -2                | 63 14 4                | 91 18 9                | 90 21 12               | 110 23 15              | 80 23 14               | 75 18 10               | 62 13 5                | 55 7 1                 | 53 2 -3                |
| temperaturas en °C • totales de precipitación en mm fuente: Climate-Data.org |                        |                        |                        |                        |                        |                        |                        |                        |                        |                        |                        |
| Conversión sistema imperial\| E \| F \| M \| A \| M \| J \| J \| A \| S \| O \| N \| D \| \| 1.8 31 21 \| 2 34 23 \| 2.2 44 29 \| 2.5 57 39 \| 3.6 65 47 \| 3.5 71 54 \| 4.3 74 58 \| 3.1 74 57 \| 3 65 49 \| 2.4 55 41 \| 2.2 45 34 \| 2.1 35 26 \| \| temperaturas en °F • totales de precipitación en pulgadas \| \| \| \| \| \| \| \| \| \| \| \| |                        |                        |                        |                        |                        |                        |                        |                        |                        |                        |                        |
| E | F                      | M                      | A                      | M                      | J                      | J                      | A                      | S                      | O                      | N                      | D                      |
| 1.8 31 21 | 2 34 23                | 2.2 44 29              | 2.5 57 39              | 3.6 65 47              | 3.5 71 54              | 4.3 74 58              | 3.1 74 57              | 3 65 49                | 2.4 55 41              | 2.2 45 34              | 2.1 35 26              |
| temperaturas en °F • totales de precipitación en pulgadas |                        |                        |                        |                        |                        |                        |                        |                        |                        |                        |                        |

| E                                                         | F       | M         | A         | M         | J         | J         | A         | S       | O         | N         | D         |
| 1.8 31 21                                                 | 2 34 23 | 2.2 44 29 | 2.5 57 39 | 3.6 65 47 | 3.5 71 54 | 4.3 74 58 | 3.1 74 57 | 3 65 49 | 2.4 55 41 | 2.2 45 34 | 2.1 35 26 |
| temperaturas en °F • totales de precipitación en pulgadas |         |           |           |           |           |           |           |         |           |           |           |

## Historia
La primera mención del pueblo se remonta al siglo X. En el pueblo se ha estudiado el asentamiento de la Edad del Cobre (III milenio a. C.).

## Demografía
En 2001, la localidad tenía 386 habitantes.
| 1880  | 1885  | 1892  | 1903  | 1939   | 1989  | 2001  |
| ----- | ----- | ----- | ----- | ------ | ----- | ----- |
| → 852 | ↗ 858 | ↘ 853 | ↗ 967 | ↗ 1013 | ↘ 398 | ↘ 386 |